# プロヴディフ州

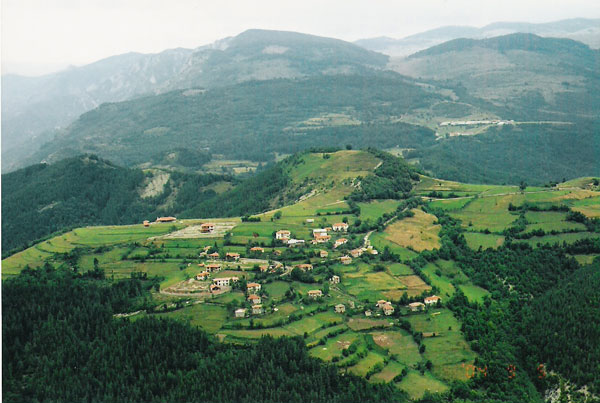
州南部のヴラタ村付近からみたロドピ山脈の眺め

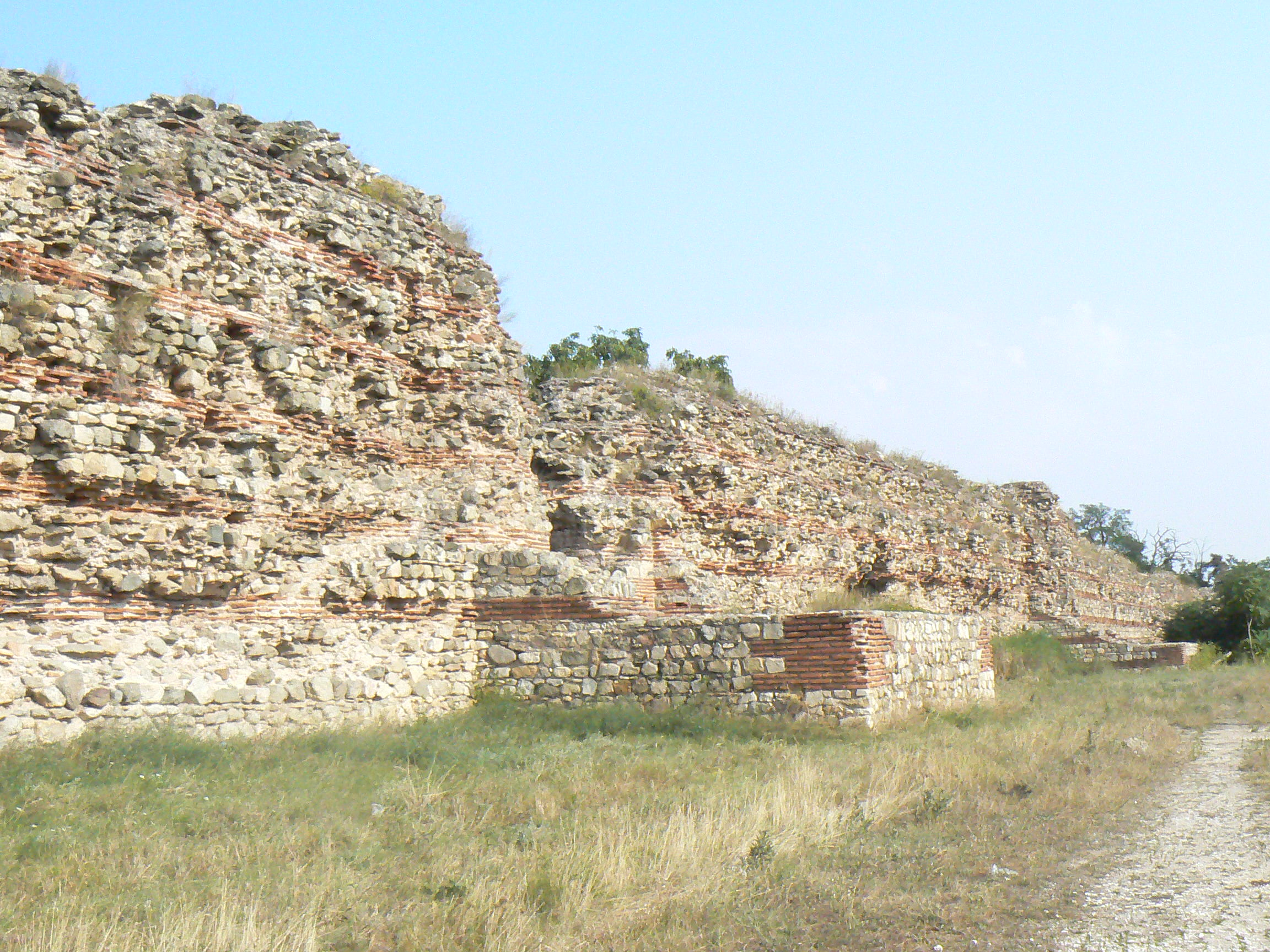
ヒサリャ要塞の壁

プロヴディフ州（Plovdiv Province (ブルガリア語: Област Пловдив: Oblast Plovdiv)）は、ブルガリア中南部に位置する州。州都はプロヴディフ。19世紀の民族復興期には、ベルリン会議によって東ルメリ自治州に編入され、プロヴディフはその州都に定められた。後に同自治州がブルガリア王国に併合されたのにともなってブルガリアに復帰した。

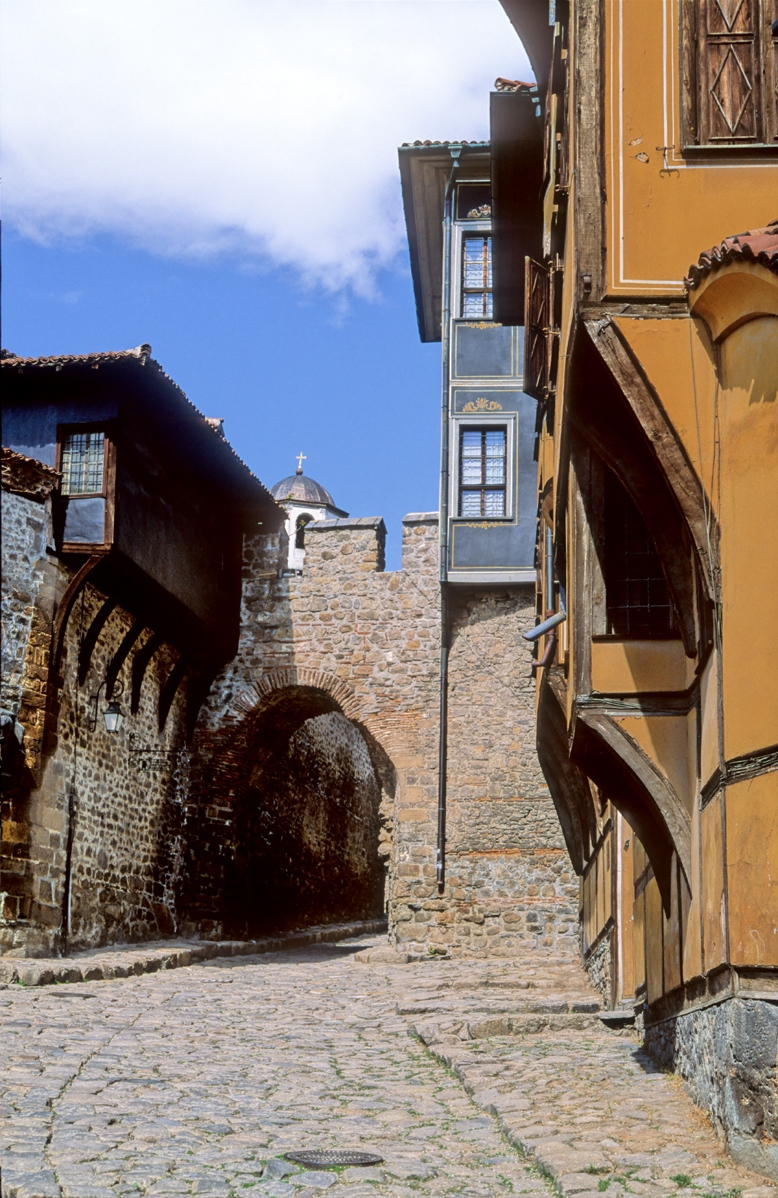
プロヴディフ旧市街

## 地理
プロヴディフ州の領域はバルカン山脈の南に広がる上トラキア平原、ロドピ山脈地方、スレドナ山（Средна гора、Sredna Gora）、そしてバルカン山脈の一部にかけて広がっており、最も標高が高いのはボテフ山（Ботев、Botev、2,376 メートル）の頂上である。主要な川には、中央を流れるマリツァ川（Марица、Maritsa）、南のロドピ山脈から中央へ流れ込むストリャマ川（Стряма、Stryama）、および北のバルカン山脈から中央へ流れ込むピャスチニク川（Пясъчник、Pyasachnik）などの川が流れる。豊富なミネラル鉱泉があり、ヒサリャ（Хисаря、Hisarya）、ナレチェン（Наречен、
Narechen）、バニャ（Баня、Banya）などにはスパ・リゾート施設もある。
中央バルカン国立自然公園（Централен Балкан、en:Central Balkan National Park）にはブルガリアで最も落差の大きい滝ライスコ・プルスカロ（Райско пръскало、Raysko Praskalo）がある。

## 経済
灌漑と集約化された農業は州の重要な産業となっている。主な農産物には果物類（ブドウおよびリンゴ、プラム、ナシ、イチゴ、メロン、スイカ）や野菜（トマト、コショウ、ニンジン、キャベツ、ジャガイモ）、コムギ、米、オオムギなどがある。
首都のプロヴディフおよびその周辺では鉄工業や電子工業も盛んである。その他の主要な生産業としては、カルロヴォでは農業機械、ソポト、カルロヴォ、およびプロヴディフでは兵器や軍事産業、プロヴディフ、アセノヴグラトでは化学工業、食品産業などとなっている。
ローマ時代の遺跡をはじめとした、プロヴディフに豊富に残されている文化遺産、ならびに温泉リゾートを中心とした観光業は重要な成長産業となっている。

## 基礎自治体
プロヴディフ州には18の基礎自治体がある。 
| - アセノヴグラト - ブレゾヴォ - ヒサリャ - カロヤノヴォ - カルロヴォ - クリチム - ククレン - ルキ - マリツァ - プルヴォマイ | - ペルシティツァ - プロヴディフ … 州都 - ラコフスキ - ロドピ - サドヴォ - スエディネニエ - ソポト - スタンボリイスキ |

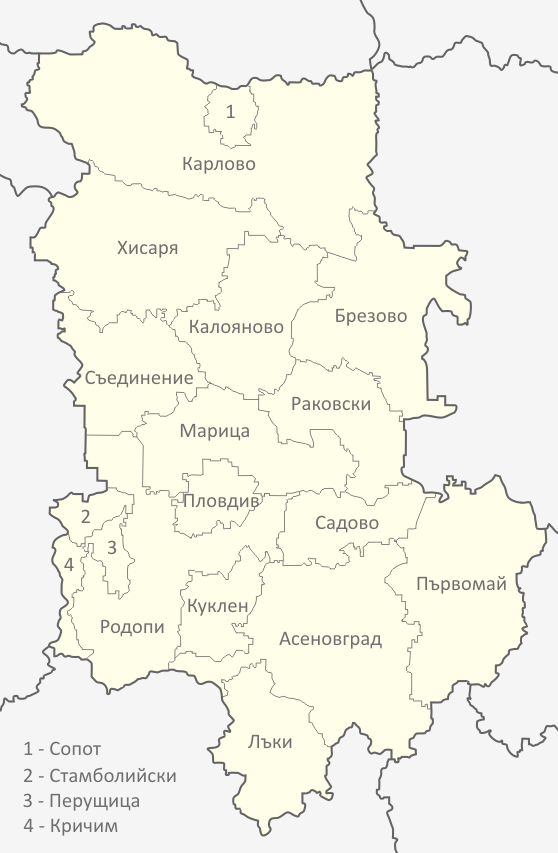
プロヴディフ州の基礎自治体

また、プロヴディフは6つの区（ラヨン）に分かれている
| - 中央区 - 北区 - 南区 | - 西区 - 東区 - トラキヤ区 |